# Chaebol

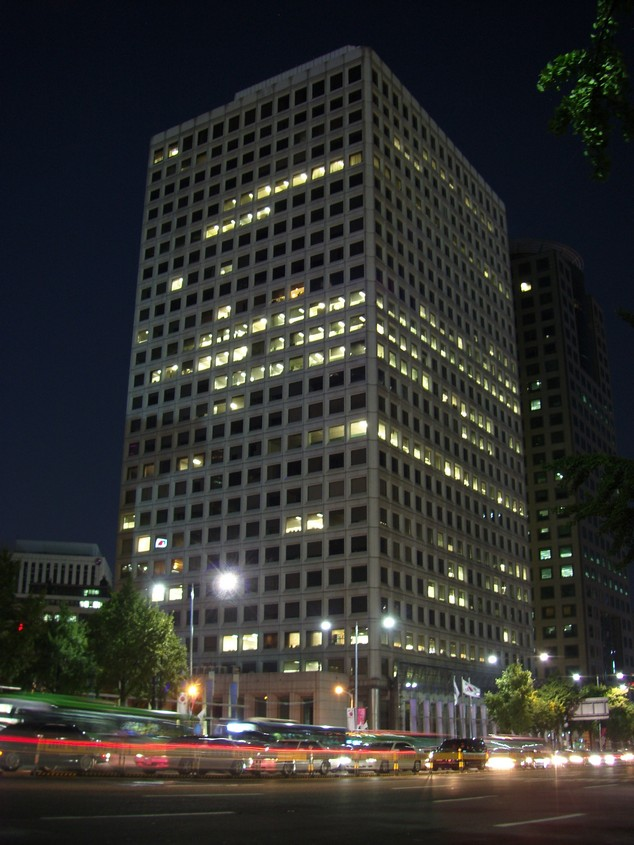
Het hoofdkantoor van Samsung

Een chaebol is de Zuid-Koreaanse vorm van een conglomeraat. Chaebols zijn grote, door families gecontroleerde, Koreaanse ondernemingsgroepen. Het woord 'chaebol" bestaat uit 'chae', rijkdom of financiën, en 'bol', geslacht of kliek, met een sterke connotatie van exclusiviteit. Deze chaebols waren de stuwende kracht achter de sterke groei van de Zuid-Koreaanse economie na de Koreaanse Oorlog.
De chaebols waren en zijn invloedrijke entiteiten die zich op het terrein van zowel de economie als de politiek begeven en soms zelfs hun krachten bundelen met de overheid op deelgebieden als (infrastructurele) planning en (technologische) innovatie.

## Geschiedenis
Na de Koreaanse Oorlog kampte het land met grote economische problemen. Er was veel oorlogsschade aan huizen, infrastructuur en fabrieken. Het herstel ging langzaam en in 1961 was er een staatsgreep door majoor-generaal Park Chung-hee. Hij was ontevreden over het economisch beleid van de burgerregering die zich vooral richtte op importsubstitutie. Park Chung-hee nam het heft in handen, hij kwam met een vijfjarenplan waarbij de nadruk kwam te liggen op economische groei door het stimuleren van de export. De overheid nam hierbinnen een duidelijke leidende rol.
De overheid selecteerde bedrijfstakken, zoals de kunstmestindustrie en de aardolieraffinage, die als strategische belangrijk werden bestempeld. Deze kregen voorrang bij het verkrijgen van leningen, tegen aantrekkelijke voorwaarden, en ook relatief snel toestemming voor de import van noodzakelijke kapitaalgoederen en grondstoffen. De Koreaanse banken waren in staatshanden gekomen en de overheid gaf de banken duidelijk aanbevelingen aan wie het geld geleend kon worden.
In de jaren 70 volgde een verbreding, nieuwe en vooral kapitaalintensieve activiteiten kregen prioriteit zoals de staalproductie, de scheepsbouw, chemie en elektronica. Bedrijven waarmee de overheid reeds ervaring had opgedaan in het vorige decennium kregen de voorkeur. In juni 1973 wijzigde de overheid de spelregels enigszins, bij ieder nieuw project moest het bedrijf zelf 30% van de investeringen financieren. Met name bedrijven die geprofiteerd hadden van het economisch beleid in de jaren 60, hadden het geld om hieraan te voldoen. Naast leningen gaf de overheid ook belastingvoordelen en het handelsbeleid werd afgestemd op een snelle en onafgebroken ontwikkeling van deze geselecteerde bedrijfstakken. De import van concurrerende producten werd tegengegaan en de import van noodzakelijke grondstoffen werd licht of niet belast. De overheid bepaalde tot slot welke bedrijven wel, of juist niet, in die favoriete sectoren actief mochten zijn. Dit economische beleid was een belangrijke basis voor de ontwikkeling van de chaebols.
In de jaren 80 werden de tekortkomingen van dit beleid zichtbaar. Overinvesteringen in bepaalde sectoren en inflatie, mede als een gevolg van een monetaire financiering van al deze expansieplannen, dwongen de overheid tot een herbezinning. Het zwaartepunt verschoof van de zware industrie naar kennisintensieve bedrijven, zoals de automobielindustrie. De zware industrie bleef met financiële problemen achter en de overheid had een zeer actieve rol in de herstructurering of sanering van deze bedrijven. In 1988 waren er 70 bedrijven die voor een rationalisering in aanmerking kwamen, bij 67 hiervan was de overheid intensief betrokken, slechts twee bedrijven vonden zelf een oplossing en een bedrijf ging failliet. Pas in de jaren 90 was er een kentering in het beleid en kwam de nadruk op deregulering te liggen. Maatregelen werden genomen zodat de chaebols zich meer zouden gaan specialiseren.
In 1996 behaalden de vijf grootste chaebols, Hyundai, Samsung, LG, Daewoo en SK, een totale jaaromzet van 225.000 miljard won. Het bruto binnenlands product van Zuid-Korea was in datzelfde jaar 449.000 miljard won. In 1997 brak de Aziatische financiële crisis uit. De regering besloot geen individuele bedrijven meer te redden en in 1998 gingen kleinere chaebols zoals Hanil, New Core en Geopyung failliet. Medio 1999 volgde Daewoo, de op twee na grootste chaebol van Korea.

## Bedrijfsstructuur
De Zuid-Koreaanse chaebols worden vaak vergeleken met de keiretsu's uit Japan. Toch zijn er enkele belangrijke verschillen tussen beide vormen van een conglomeraat:
- Chaebols worden nog steeds bestuurd en gecontroleerd door de oprichtersfamilies terwijl keiretsu door professionele managers en/of managementgroepen worden bestuurd.
- Chaebols worden gekenmerkt door een gecentraliseerde ondernemingsstructuur terwijl keiretsu meer gedecentraliseerd georganiseerd zijn. De onderdelen zijn met elkaar verbonden middels wederkerig in elkaar aangehouden aandelenkapitaal.
- Chaebols is het wettelijk verboden er een eigen privébank op na te houden. Keiretsu's daarentegen werken van oudsher met een eigen gelieerde bancaire instelling, waardoor deze toegang hebben tot een nagenoeg onuitputtelijke hoeveelheid bankkrediet.
- Chaebols richten veelal aparte dochtermaatschappijen op voor het fabriceren van onderdelen en producten voor exportmarkten, terwijl grote Japanse ondernemingen hiervoor vaak externe opdrachtgevers contracteren.

## Chaebols
Enkele voorbeelden van invloedrijke Koreaanse chaebols zijn:
- Samsung Group
- Hanjin Group
- LG Group
- Lotte Co.
- Daewoo, ging in 1999 failliet

## Naslagwerk
- (en)  Sung-Hee Jwa The Evolution of Large Corporations in Korea: A New Institutional Economics Perspective of the Chaebol, Edward Elgar Publishing (2002) ISBN 9781840648836